# 刘湘娥
刘湘娥（1950年—），江西安福人，汉族，中华人民共和国政治人物、第十一届全国人民代表大会湖南地区代表。
毕业于郴州师专中文专业，是中共党员。担任湖南省郴州市人大常委会主任。2008年起担任全国人大代表。